# Teoría de la suposición
La teoría de la suposición era una rama de la lógica medieval que probablemente tenía como objetivo dar cuenta de cuestiones similares a las explicaciones modernas de referencia, pluralidad, tiempo y modalidad, dentro de un contexto aristotélico. Filósofos como John Buridan, Guillermo de Ockham, Guillermo de Sherwood, Walter Burley, Alberto de Sajonia y Petrus Hispanus fueron sus principales exponentes. En el siglo XIV existían por lo menos dos teorías bastante distintas: la teoría de la «suposición propiamente dicha», que incluía una ampliación y es muy parecida a una teoría de la referencia; y la teoría de los «modos de suposición» cuya función prevista no está clara.

## Suposición propiamente dicha
La suposición era una relación semántica entre un término y aquello de lo que se habla al usarlo.
Por ejemplo, en la sugerencia Bebe otra taza, el término taza supone la bebida que contiene la taza.
El suppositum lógico de un término era el objeto al que el término se refería. (En gramática, suppositum se usaba de una forma diferente). Sin embargo, la suposición era una relación semántica diferente a la significación. La significación era una relación convencional entre enunciados y objetos mediada por las particularidades de una lengua. Poculum significa en latín lo que taza significa en español. La significación es la imposición de un significado a un enunciado, pero la suposición es tomar un término significativo en sustitución de algo. Según Petrus Hispanus Por lo tanto, la significación es anterior a la suposición. Tampoco pertenecen a la misma cosa. Pues significar pertenece a un enunciado, pero suponer pertenece ya a un término, por así decirlo, formado por un enunciado y una significación. Una forma fácil de ver la diferencia es en nuestro ejemplo de bebe otra taza. Aquí, taza como enunciado significa una taza como objeto, pero taza como término de la lengua española se usa para suponer la bebida que contiene la taza.
Los lógicos medievales dividieron la suposición en muchos tipos diferentes; las jergas de diferentes tipos, sus relaciones y lo que significan se vuelven complejos y difieren enormemente de un lógico a otro. La página web de Paul Spade tiene una serie de diagramas útiles aquí. La división más importante es probablemente entre suposición material, simple, personal e impropia. Un término supone materialmente cuando se usa para representar un enunciado o inscripción, en lugar de lo que significa. Cuando digo Taza es una palabra bisílaba, estoy usando la palabra taza para suponer materialmente el enunciado taza en lugar de una pieza de cerámica. La suposición material es una forma medieval de hacer el trabajo que haríamos hoy usando comillas. Según Ockham (Summa de lógica I64,8) La suposición simple ocurre cuando un término supone una intención del alma, pero no se toma significativamente. La idea es que la suposición simple pasa cuando el término representa un concepto humano, en lugar del objeto en sí. Si digo Las tazas son un tipo importante de cerámica, el término tazas no está representando a ninguna taza en particular, sino la idea la una taza en la mente humana (según Ockham y muchos lógicos medievales, pero no según John Buridan). Por el contrario, la suposición personal es cuando el término supone lo que significa. Si digo Pásame la taza, el término taza representa el objeto al que en español se le llama taza, por lo tanto, es una suposición personal. Un término está en suposición impropia si supone un objeto, pero es un objeto diferente al que significa, como en mi ejemplo Bebe otra taza.

## Modos de suposición
La suposición personal se dividió, además, en tipos como discreta, determinante, simplemente confusa y confusa y distributiva. En 1966, T.K. Scott propuso dar un nombre aparte a los debates medievales sobre las subvariedades de la suposición personal porque creía que era una cuestión bastante distinta a las otras variedades de suposición. Propuso llamar a las subvariedades de la suposición personal una teoría de los «modos de suposición».
Los lógicos medievales proporcionan elaborados conjuntos de reglas sintácticas para determinar cuándo un término supone de forma discreta, determinante, confusa o confusa y distributiva. Así, por ejemplo, el sujeto de una afirmación negativa o de una indefinida supone determinadamente, pero el sujeto de una afirmación singular supone de forma discreta, mientras que el sujeto de un enunciado afirmativo, lo hace confusa y determinandamente. Alberto de Sajonia da 15 reglas para determinar qué tipo de suposición personal está usando un término. Otros lógicos medievales no parecen haber discutido acerca de los detalles de las reglas sintácticas para determinar el tipo de suposición personal. Al parecer, estas reglas son importantes porque estaban ligadas a teorías de descenso a los singulares y ascenso desde los singulares.
Cuando digo Quiero comprar una taza, hago un enunciado afirmativo indefinido, con taza como término predicado. Más tazas es un término común que incluye muchas tazas. Así que, si «desciendo a los singulares» puedo reformular mi afirmación como Quiero comprar esta taza, Quiero comprar esa taza o Quiero comprar esa otra taza y así para todas las tazas. Si tuviera una disyunción infinita de todas las tazas en particular, se podría sustituir el término taza, en su suposición simple en Quiero comprar una taza. A esto se le llama suposición determinada. Es cuando digo Quiero comprar una taza, me refiero a alguna taza en concreto, pero aún no sé cuál necesariamente. Igualmente, si digo Alguna taza no es una mesa, podría sustituirlo por Esta taza no es una mesa o Esa taza no es una mesa o...
Por otro lado, si digo Ninguna taza es una mesa no quiero decir Esta taza no es una mesa o esa no es una mesa o... Quiero decir Esta taza no es una mesa Y esa taza no es una mesa Y esa otra taza no es una mesa Y... Aquí no me estoy refiriendo a una taza en particular, sino a todas las tazas «fusionadas» entre sí, es decir, todas las tazas “de forma confusa”. A esto se le llama suposición confusa y distributiva.
Si digo Esta taza está hecha de oro, no puedo descender a una disyunción de singulares o a una conjunción de singulares, pero solo porque esta taza ya es un singular. A este tipo de suposición personal se le llama suposición discreta.
Sin embargo, el predicado de una afirmación universal no encajará del todo en ninguno de estos modelos. La afirmación Todas las tazas de café son tazas no implica que Todas las tazas de café son esta taza o Todas las tazas de café son esa taza o..., pero implica aún menos que Todas las tazas de café son esta taza y Todas las tazas de café son esa taza, y... Por otro lado, si se diera el caso de que solo quedara una taza de café en el mundo, sería cierto que Todas las tazas de café son esa taza, así que puedo inferir de forma válida desde que Todas las tazas de café son esa taza hasta Todas las tazas de café son tazas. Aquí falla tanto el descenso a la disyunción como el descenso a la conjunción, pero el «ascenso desde los singulares» es válido. A esto se le llama «suposición simplemente confusa».
Básicamente, así es como funciona la teoría y sirve exactamente para un problema mucho más complejo. Algunos comentaristas, como Michael Loux, han sugerido que la teoría del ascenso y el descenso a los singulares pretende proporcionar condiciones de la verdad para los cuantificadores. T.K. Scott ha sugerido que la teoría de la suposición propiamente dicha fue elaborada para responder a la pregunta ¿De qué tipo de cosa estás hablando? pero la teoría de la suposición personal tenía como objetivo responder a la pregunta ¿De cuántos de ellos estás hablando? Paul Spade ha sugerido que en el siglo XIV, la teoría de los modos de suposición personal ya no tenía absolutamente ningún objetivo.

## Ampliación
Cuando digo Ninguna taza está hecha de plomo, taza supone para todas las tazas que existen. Pero si digo Algunas tazas estaban hechas de plomo en la época romana, tazas no puede estar suponiendo solo para todas las tazas que existen, sino también para las tazas del pasado. Aquí estoy expandiendo la suposición normal de los términos que utilizo. Pedro Hispano dice La ampliación es la extensión de un término común desde una suposición menor a una mayor. En la práctica, si hablo del pasado, del futuro o hago una afirmación en modo subjetivo, los términos que utilizo se amplían para suponer cosas pasadas, cosas futuras o cosas posibles, en lugar de su suposición usual de cosas presentes y reales. Por lo tanto, la ampliación se convierte en la teoría medieval para explicar la lógica modal y temporal dentro de la teoría de la suposición.